# エジプトへの逃避途上の休息 (クラナッハ)
『エジプトへの逃避途上の休息』（エジプトへのとうひとじょうのきゅうそく、独: Ruhe auf der Flucht nach Ägypten 、 英: Rest on the Flight to Egypt）は、ドイツ・ルネサンス期の画家ルーカス・クラナッハ (父) が1504年に菩提樹の板上に油彩で描いた絵画で、画家による署名と制作年が記された最初の作品である。『新約聖書』中の「マタイによる福音書」(2章13-14) に記載されている聖家族のエジプトへの逃避を主題としている。1902年に購入されて以来、作品はベルリン絵画館に所蔵されている。

## 作品
「マタイによる福音書」(2章13-14) によれば、誕生したばかりのイエス・キリストの養父聖ヨセフは、天使からお告げを受けた。それは、ヘロデ大王が「ユダヤ人の王」となる新生児の脅威から自身を守るためにすべての初子 (ういご) を殺そうとしているというものであった。ヨセフは、家族とともにローマ帝国領となっていたエジプトへ逃げよという天使の指示に従った。
この主題は、15世紀から16世紀後半にかけて、とりわけネーデルラントやドイツにおいて好まれた。聖母マリアと幼子イエス・キリスト、そしてヨセフがエジプト逃避途上に休息する様子が、広大な風景の中に表わされることが多い。クラナッハの初期作品である本作には、彼がそのころ活動していたドナウ川上流地域の自然が豊かな彩りで描き出されている。
画中の聖母子は斜面の草地に腰かけている。右側の小径の端にいる聖母マリアは幼子イエスを膝に載せている。ヨセフは手に帽子を持ち、杖に寄りかかって聖母の背後に立っている。3人の豪華な衣装を纏った天使たちが画面中央で歌い、フルートを吹いている。裸の天使たちは音楽を聴き、眠り、泉の水を容器に入れ、羽ばたいている鳥を捉え、イエスにイチゴの付いた花咲く枝を渡している。場面は、背後にある木々 (右側の白樺、中央のモミ、左側の若木、枯れた木) により枠取られている。
この場所には多くの種類の花が見られるが、それらの植物のいくつかは聖母とイエスを示唆するものである。オダマキとキバナノクリンザクラは聖母とイエスを象徴し、受難に言及する。アザミもまた、トゲのある植物として後のイエスの茨の冠と苦しみを想起させる。この場所は、来るべき苦難を示唆することにより陰の一面を示しているのである。一方で、泉はこの場所を花園に変貌させており、天使たちが登場していることで天国の園のような外見が与えられている。実際、イチゴは天国の果物である。かくして聖家族の休息場所は、天国のような喜びの場面としても表されている。